# Stylocoeniella cocosensis
Espèce
Statut de conservation UICN

 VU A4c : Vulnérable
Statut CITES
Stylocoeniella cocosensis est une espèce de coraux appartenant à la famille des Astrocoeniidae.